# Murik
Pour les articles homonymes, voir Murik (homonymie).
Le murik est une langue austronésienne parlée en Malaisie, dans l'État de Sarawak, sur la rivière Baram. La langue appartient à la branche malayo-polynésienne des langues austronésiennes.

## Classification
Le murik est une des langues kayaniques, un groupe des langues malayo-polynésiennes occidentales.
La langues est parlée dans deux longues maisons, Long Banyuq et Long Semiang.

## Phonologie
Les tableaux présentent la phonologie du murik.

### Voyelles
|         | Antérieure | Centrale | Postérieure |
| ------- | ---------- | -------- | ----------- |
| Fermée  | i [i]      |          | u [u]       |
| Moyenne | é [e]      | e [ə]    | o [o]       |
| Ouverte |            | a [a]    |             |

### Consonnes
|              |              | Bilabiales | Alvéolaires | Dorsales | Dorsales | Glottales |
| ------------ | ------------ | ---------- | ----------- | -------- | -------- | --------- |
| Palatales    | Vélaires     | Bilabiales | Alvéolaires |          |          | Glottales |
| Occlusives   | Sourde       | p [p]      | t [t]       |          | k [k]    | q [ʔ]     |
| Occlusives   | Sonore       | b [b]      | d [d]       |          | g [g]    |           |
| Fricative    | Fricative    |            | s [s]       |          |          | h [h]     |
| Affriquée    | Affriquée    |            |             | j [d͡ʒ]   |          |           |
| Nasale       | Nasale       | m [m]      | n [n]       | ny [ɲ]   | ng [ŋ]   |           |
| liquide      | liquide      |            | l [l]       |          |          |           |
| roulée       | roulée       |            | r [r]       |          |          |           |
| Semi-voyelle | Semi-voyelle | w [w]      |             | y [j]    |          |           |

## Sources
- (en) Blust, Robert, A Murik Vocabulary, The Sarawak Museum Journal, vol. XXII, n° 43, pp. 152-189, 1974.